# Joan Jover Sañés
Joan Jover Sañés   (Barcelona, 23 de novembre de 1903 - Sitges, 28 de juny de 1960) fou un pilot de Fórmula 1 català. Només participà en un sol Gran Premi, el 28 d'octubre de 1951 al Gran Premi d'Espanya de 1951, que es va disputar al circuit urbà de Pedralbes. Joan Jover Sañes però no va poder ni començar la carrera a causa d'un trencament del motor del seu Maserati. En aquesta mateixa carrera va aconseguir el seu primer mundial Juan Manuel Fangio.
Joan Jover Sañes va ser, amb Francesc Godia, el primer pilot català de la Fórmula 1: debutaren tots dos en el mateix Gran Premi.
Fora de la Fórmula 1, però dins del món del motor, va aconseguir fer segon a les 24 hores de Le Mans de l'any 1949. A banda, destacà també com a pilot de motociclisme, arribant a guanyar-ne el Campionat d'Espanya de 500cc l'any 1941.
Dins del món esportiu, allunyat de l'automobilisme, fou nomenat president honorari del Club Atlètic Ibèria de futbol per les seves aportacions i el seu suport al club.
Juan Jover Sañes va morir el 28 de juny de 1960, just dues setmanes després de la seva retirada de les carreres, i a causa, precisament, d'un accident de trànsit, esdevingut a les costes del Garraf.

## Palmarès a la Fórmula 1
- Curses disputades : 1
- Punts del Campionat del món de pilots : 0
- Millor posició de sortida : 18è
- Millor classificació : No va acabar